# Ștefan Coman
Ștefan Ionuț Coman (ur. 7 stycznia 1999) – rumuński zapaśnik walczący w stylu wolnym. Zajął osiemnaste miejsce na mistrzostwach świata w 2024 roku. 
Piąty na mistrzostwach Europy w 2023. Brązowy medalista igrzysk frankofońskich w 2023 roku.